# Фобос. Клуб страха
«Фо́бос. Клуб страха» — российский триллер Олега Асадулина. Продюсерами фильма стали Фёдор Бондарчук и Дмитрий Рудовский. Премьера фильма в России состоялась 25 марта 2010 года. Слоган фильма — «Страх убивает».

## Сюжет
Дождливым летним днём группа молодых людей отправляется в строящийся клуб под названием «Фобос», который в прошлом являлся бомбоубежищем. Неожиданно для всех двери клуба автоматически закрываются, и выключается свет. Поначалу герои воспринимают всё как игру, но позже осознают, что оказались в ловушке: в клубе не работает сотовая связь, а о своём намерении поехать в клуб они никому не сказали. Девушка-гот Вика говорит, что тут обитает существо, питающееся их страхами. Она говорит, что им нужно победить собственные страхи.

## В ролях
| Актёр             | Роль                                                                                     |
| ----------------- | ---------------------------------------------------------------------------------------- |
| Тимофей Каратаев  | Александр страх — любовь (филофобия)                                                     |
| Татьяна Космачёва | Юлия страх — огонь (пирофобия)                                                           |
| Алексей Воробьёв  | Женя страх — инфекции, микробы (верминофобия)                                            |
| Пётр Фёдоров      | Майк страх — правда                                                                      |
| Агния Кузнецова   | Вика страх — вода (аквафобия)                                                            |
| Рената Пиотровски | Ира страх — мыши, крысы, пауки, тараканы и т. д. (земмифобия, арахнофобия, инсектофобия) |
| Пётр Томашевский  | Роман страх — трупы (некрофобия)                                                         |

Официальным приквелом к фильму является игра «Фобос 1953», разработанная студией Phantomery Interactive. Съёмки фильма проходили в Эстонии.

## Критика
Фильм получил смешанные отзывы кинокритиков.